# Wahlkreis Sächsische Schweiz-Osterzgebirge 1
Der Wahlkreis Sächsische Schweiz-Osterzgebirge 1 (Wahlkreis 48) ist ein Landtagswahlkreis in Sachsen.
Er umfasst die Städte Freital, Tharandt und Wilsdruff sowie die Gemeinde Dorfhain und damit einen Teil des Landkreises Sächsische Schweiz-Osterzgebirge. Bei der letzten Landtagswahl (im Jahr 2019) waren 48.772 Einwohner wahlberechtigt.
Zu den Wahlen 2004 und 2009 trug der Wahlkreis den Namen „Weißeritzkreis 1“ und hatte die Wahlkreisnummer 41. Zur Landtagswahl 2014 wurde der Name an die in der Kreisreform 2008 geänderten Landkreise angepasst und eine neue Nummer vergeben.

## Wahlergebnisse

### Landtagswahl 2024
| Direktkandidat         | Partei              | Erststimmen in % | Zweitstimmen in % |
| ---------------------- | ------------------- | ---------------- | ----------------- |
| Christian Fischer      | CDU                 | 34,9             | 32,7              |
| Norbert Mayer          | AfD                 | 38,8             | 36,0              |
| Jörg Mumme             | Die Linke           | 2,4              | 2,1               |
| Ines Kummer            | GRÜNE               | 2,5              | 2,9               |
| Daniel Siegel          | SPD                 | 3,9              | 5,5               |
| Cornelia Knauth        | FDP                 | 1,0              | 0,8               |
| Alexander Frenzel      | Freie Wähler        | 6,2              | 2,7               |
| –                      | Die Partei          | –                | 0,6               |
| –                      | Piraten             | –                | 0,2               |
| –                      | ÖDP                 | –                | 0,1               |
| –                      | BüSo                | –                | 0,1               |
| –                      | Tierschutz hier!    | –                | 1,1               |
| –                      | dieBasis            | –                | 0,2               |
| –                      | Bündnis C           | –                | 0,1               |
| –                      | Bündnis Deutschland | –                | 0,4               |
| Lars Wurzler           | BSW                 | 9,3              | 11,2              |
| Andreas Dieter Hofmann | Freie Sachsen       | 1,0              | 2,9               |
| –                      | V-Partei3           | –                | 0,2               |
| –                      | WU                  | –                | 0,1               |

### Landtagswahl 2019
Vorläufiges Ergebnis der Landtagswahl am 1. September 2019 im Wahlkreis 48 – Sächsische Schweiz-Osterzgebirge 1:
(Ergebnisse in Prozent)
| Direktkandidat     | Partei               | Direktstimmen | Listenstimmen |
| ------------------ | -------------------- | ------------- | ------------- |
| Roland Wöller      | CDU                  | 38,8          | 33,0          |
| Uta-Verena Meiwald | Die Linke            | 8,2           | 7,0           |
| Daniela Forberg    | SPD                  | 4,4           | 6,2           |
| Norbert Mayer      | AfD                  | 30,2          | 32,3          |
| Ines Kummer        | GRÜNE                | 5,4           | 6,1           |
| –                  | NPD                  | –             | 0,5           |
| Lothar Brandau     | FDP                  | 4,5           | 4,9           |
| Andreas Hofmann    | Freie Wähler         | 8,1           | 5,2           |
| –                  | Tierschutz           | –             | 1,5           |
| –                  | Piraten              | –             | 0,3           |
| –                  | Die PARTEI           | –             | 1,1           |
| –                  | BüSo                 | –             | 0,1           |
| –                  | ADPM                 | –             | 0,2           |
| –                  | Blaue Partei         | –             | 0,4           |
| –                  | KPD                  | –             | 0,1           |
| –                  | ÖDP                  | –             | 0,3           |
| –                  | Die Humanisten       | –             | 0,2           |
| –                  | PDV                  | –             | 0,1           |
| –                  | Gesundheitsforschung | –             | 0,6           |
| Martina Hanke      | V-Partei³            | 0,2           | –             |

| Wahlberechtigte | 48.772 |
| Wahlbeteiligung | 67,9 % |

### Landtagswahl 2014
Amtliches Endergebnis der Landtagswahl am 31. August 2014 im Wahlkreis 48 – Sächsische Schweiz-Osterzgebirge 1:
(Ergebnisse in Prozent)
| Direktkandidat     | Partei          | Direktstimmen | Listenstimmen |
| ------------------ | --------------- | ------------- | ------------- |
| Roland Wöller      | CDU             | 45,1          | 42,1          |
| Uta-Verena Meiwald | Die Linke       | 16,2          | 15,3          |
| Stefanie Willuhn   | SPD             | 10,1          | 11,1          |
| Isabel Klyscz      | FDP             | 2,8           | 3,9           |
| Holger Weiner      | GRÜNE           | 4,7           | 4,6           |
| Maria Steglich     | NPD             | 4,5           | 5,7           |
| –                  | Tierschutz      | –             | 0,8           |
| Dieter Aumayr      | Piraten         | 1,0           | 0,8           |
| Rocco Sieratzki    | BüSo            | 0,4           | 0,3           |
| –                  | DSU             | –             | 0,1           |
| Norbert Mayer      | AfD             | 11,3          | 11,5          |
| –                  | pro Deutschland | –             | 0,2           |
| Mario Bielig       | Freie Wähler    | 3,9           | 2,8           |
| –                  | Die PARTEI      | –             | 0,5           |

| Wahlberechtigte | 49.336 |
| Wahlbeteiligung | 51,6 % |

### Landtagswahl 2009
Amtliches Endergebnis der Landtagswahl am 30. August 2009 im Wahlkreis 41 – Weißeritzkreis 1:
(Ergebnisse in Prozent)
| Direktkandidat     | Partei          | Direktstimmen | Listenstimmen |
| ------------------ | --------------- | ------------- | ------------- |
| Roland Wöller      | CDU             | 47,7          | 45,6          |
| Uta-Verena Meiwald | Die Linke       | 17,6          | 16,6          |
| Stefanie Willuhn   | SPD             | 8,7           | 8,8           |
| Dirk Abraham       | NPD             | 6,7           | 6,6           |
| Lothar Brandau     | FDP             | 12,6          | 11,1          |
| Stefan Trutschler  | GRÜNE           | 5,2           | 5,3           |
| –                  | Tierschutz      | –             | 1,8           |
| –                  | PBC             | –             | 0,1           |
| Rocco Sieratzki    | BüSo            | 1,4           | 0,5           |
| –                  | DSU             | –             | 0,1           |
| –                  | REP             | –             | 0,2           |
| –                  | Freie Sachsen   | –             | 1,3           |
| –                  | FP Deutschlands | –             | 0,1           |
| –                  | Humanwirtschaft | –             | 0,1           |
| –                  | Piraten         | –             | 1,6           |
| –                  | SVP             | –             | 0,2           |

| Wahlberechtigte | 49.756 |
| Wahlbeteiligung | 54,2 % |

### Landtagswahl 2004
Amtliches Endergebnis der Landtagswahl am 19. September 2004 im Wahlkreis 41 – Weißeritzkreis 1:
(Ergebnisse in Prozent)
| Direktkandidat      | Partei     | Direktstimmen | Listenstimmen |
| ------------------- | ---------- | ------------- | ------------- |
| Roland Wöller       | CDU        | 51,6          | 48,4          |
| Manfred Antoniewski | PDS        | 22,9          | 19,6          |
| Christina Fritsch   | SPD        | 9,4           | 7,7           |
| Stephan Trutschler  | GRÜNE      | 6,0           | 4,9           |
| –                   | NPD        | –             | 9,3           |
| Tilo Lindner        | FDP        | 10,1          | 6,0           |
| –                   | DSU        | –             | 0,3           |
| –                   | PBC        | –             | 0,3           |
| –                   | GRAUE      | –             | 0,8           |
| –                   | BüSo       | –             | 0,3           |
| –                   | AUFBRUCH   | –             | 0,5           |
| –                   | DGG        | –             | 0,4           |
| –                   | Tierschutz | –             | 1,4           |

| Wahlberechtigte | 49.228 |
| Wahlbeteiligung | 61,5 % |